# Вольф, Пий-Александр
Пий-Александр Вольф (нем. Pius Alexander Wolff; 3 мая 1782, Аугсбург — 28 августа 1828, Веймар) — немецкий актёр и драматург.

## Биография
Сын книготорговца. Образование получил в иезуитском колледже в Аугсбурге. Знал французский, английский, итальянский и испанский языки, читал в подлинниках авторов на этих языках. Также занимался рисованием и живописью, сочинял музыку. Желание стать актёром, заставило его поступить в Немецкий национальный театр в Веймаре. Дебютировал в 1803 году в ведущем театре Веймара.
Исполнением ролей Гамлета, Макса Пикколомини, Вейслингена, Ореста и впоследствии Тассо приобрел громкую славу. Затем Вольф обратил на себя внимание исполнением и комических ролей.
В качестве драматического писателя, Вольф впервые стал известен комедией «Cäsario». Написал драмы: «Pflicht um Pflicht» и «Treue siegt in Liebesnetzen» (1828); переложенная впоследствии на музыку Вебером «Preciosa»; мелодрама «Adele von Boudoy»; комедии: «Der Mann von fünfzig Jahren» и «Der Kammerdiener» (1832).
С 1816 г. Вольф был членом королевского театра в Берлине.
В сотрудничестве издавал журнал «Dramaturgisches Wochenblatt», в котором помещено несколько его сочинений.
Его супруга, Амалия (1783—1851), урожденная Малькольми — также была известной актрисой.

## Избранные сочинения
- Die drei Gefangenen, Drama, 1804
- Der Selbstgefällige, Lustspiel, Einakter in Versen, 1805 (verschollen)
- Bankrott aus Liebe, Posse, 1805 (verschollen)
- Cäsario, Lustspiele in fünf Akten, 1810
- Pflicht um Pflicht, Drama, 1817
- Der Hund des Aubry, Posse, 1818
- Preciosa, Schauspiel, 1820
- Adele von Budoy, Singspiel in einem Aufzug, 1821
- Die Zeichen der Ehe, Posse in vier Aufzügen, 1828
- Der Kammerdiener, Posse, Erstausgabe 1832